# Lijst van voetbalinterlands Nederland - Zwitserland (vrouwen)
Deze lijst van voetbalinterlands is een overzicht van alle voetbalwedstrijden tussen de nationale vrouwenteams van Nederland en Zwitserland. Nederland en Zwitserland hebben 25 keer tegen elkaar gespeeld. De eerste wedstrijd was op 11 mei 1974 in Schaffhausen. 

## Wedstrijden
| №  | Plaats        | Datum             | Competitie                          | Wedstrijd               | Uitslag |
| -- | ------------- | ----------------- | ----------------------------------- | ----------------------- | ------- |
| 1  | Schaffhausen  | 11 mei 1974       | Vriendschappelijk                   | Zwitserland − Nederland | 0 − 3   |
| 2  | Waalwijk      | 26 oktober 1974   | Vriendschappelijk                   | Nederland − Zwitserland | 1 − 1   |
| 3  | Thun          | 25 september 1976 | Vriendschappelijk                   | Zwitserland − Nederland | 0 − 5   |
| 4  | Waalwijk      | 1 oktober 1977    | Vriendschappelijk                   | Nederland − Zwitserland | 1 − 0   |
| 5  | Brunnen       | 16 september 1978 | Vriendschappelijk                   | Zwitserland − Nederland | 1 − 2   |
| 6  | Zeist         | 15 september 1979 | Vriendschappelijk                   | Nederland − Zwitserland | 0 − 1   |
| 7  | Zürich        | 20 september 1980 | Vriendschappelijk                   | Zwitserland − Nederland | 2 − 3   |
| 8  | Castricum     | 22 september 1981 | Vriendschappelijk                   | Nederland − Zwitserland | 1 − 1   |
| 9  | Root          | 22 september 1984 | Vriendschappelijk                   | Zwitserland − Nederland | 1 − 5   |
| 10 | Vianen        | 17 september 1987 | Vriendschappelijk                   | Nederland − Zwitserland | 4 − 1   |
| 11 | Apeldoorn     | 27 augustus 1997  | Vriendschappelijk                   | Nederland − Zwitserland | 2 − 1   |
| 12 | Therwil       | 25 augustus 1999  | Vriendschappelijk                   | Zwitserland − Nederland | 0 − 1   |
| 13 | Heerhugowaard | 16 oktober 2002   | Vriendschappelijk                   | Nederland − Zwitserland | 0 − 2   |
| 14 | Zwolle        | 12 oktober 2005   | Vriendschappelijk                   | Nederland − Zwitserland | 6 − 0   |
| 15 | Zug           | 9 mei 2007        | EK 2009 kwalificatie                | Zwitserland − Nederland | 2 − 2   |
| 16 | Den Haag      | 30 augustus 2008  | EK 2009 kwalificatie                | Nederland − Zwitserland | 1 − 1   |
| 17 | Amsterdam     | 11 juli 2009      | Vriendschappelijk                   | Nederland − Zwitserland | 5 − 0   |
| 18 | Larnaca       | 3 maart 2010      | Vriendschappelijk                   | Zwitserland − Nederland | 0 − 4   |
| 19 | Larnaca       | 7 maart 2011      | Vriendschappelijk                   | Nederland − Zwitserland | 6 − 0   |
| 20 | Nicosia       | 8 maart 2013      | Vriendschappelijk                   | Zwitserland − Nederland | 1 − 1   |
| 21 | Larnaca       | 12 maart 2014     | Vriendschappelijk                   | Zwitserland − Nederland | 1 − 4   |
| 22 | Den Haag      | 2 maart 2016      | Olympisch kwalificatietoernooi 2016 | Zwitserland − Nederland | 3 − 4   |
| 23 | Utrecht       | 9 november 2018   | WK 2019 kwalificatie                | Nederland − Zwitserland | 3 − 0   |
| 24 | Schaffhausen  | 13 november 2018  | WK 2019 kwalificatie                | Zwitserland − Nederland | 1 − 1   |
| 25 | Sheffield     | 17 juli 2022      | EK 2022                             | Zwitserland − Nederland | 1 − 4   |

## Samenvatting
| Competitie                     | Totaal gespeeld | Winst Nederland | Gelijk | Winst Zwitserland | Doelsaldo Nederland – Zwitserland |
| ------------------------------ | --------------- | --------------- | ------ | ----------------- | --------------------------------- |
| WK-kwalificatie                | 2               | 1               | 1      | 0                 | 4 − 1                             |
| EK-eindronde                   | 1               | 1               | 0      | 0                 | 4 − 1                             |
| EK-kwalificatie                | 2               | 0               | 2      | 0                 | 3 − 3                             |
| Olympisch kwalificatietoernooi | 1               | 1               | 0      | 0                 | 4 − 3                             |
| Vriendschappelijk              | 19              | 14              | 3      | 2                 | 54 − 13                           |
| Totaal                         | 25              | 17              | 6      | 2                 | 69 − 21                           |